# Leucobryum gracile
Leucobryum gracile är en bladmossart som beskrevs av Sullivant 1874. Leucobryum gracile ingår i släktet Leucobryum och familjen Dicranaceae. Inga underarter finns listade i Catalogue of Life.